# ヤラカス
有限会社ヤラカスは、徳島県徳島市に本社を置く徳島県内で葬祭業を行っている企業である。

## 概要
1933年（昭和8年）に創業。本社は徳島市両国本町にあり、葬儀等を執り行う主要施設として徳島市秋田町にヤラカスシティホールがある。

## ヤラカスシティホール

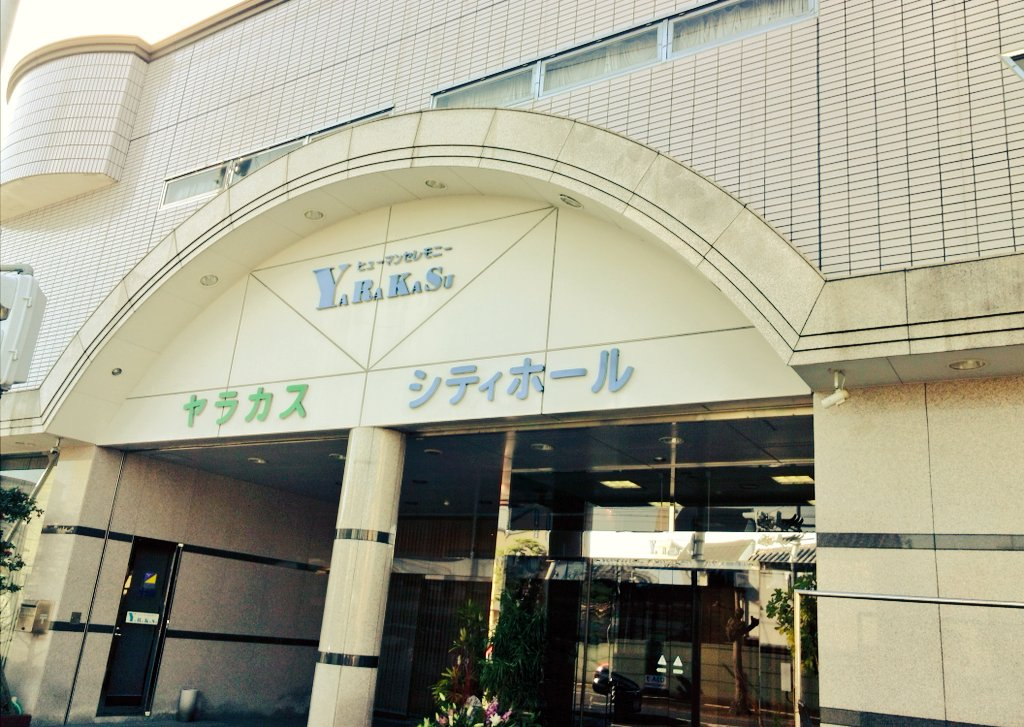
ヤラカスシティホール

徳島市秋田町にある葬祭場で、通夜・葬儀・法要を行っている。祭壇や照明・音響施設までの設備が揃っている。
- 所在地：徳島県徳島市秋田町5丁目56番地
- 定休日：年中無休
- 駐車場250台

### 館内
1F セレモニーホール
- エントランス
- 心月の間

2F セレモニーホール・通夜室
- ラウンジ
- カトレアの間
- フリージアの間
- コスモスの間
- 百合の間

3F 法要会場
- 松竹の間
- 椙の間
- 眉山の間

### 交通
- JR徳島駅前より車で約5分。

## 関連会社
- アサカ互助会
- 貸衣装三賀
- アサカモータープール